# أرغل
الأَرْغَل أو أُرْوِيّة الشرق هو ضأن بري يعيش في المناطق المرتفعة بأواسط آسيا (الهملايا، والتبت، وجبال ألتاي).